# Emmanuel-Vincent Dubochet
Emmanuel-Vincent [dit Vincent] Dubochet, né le 8 juin 1796 à Montreux et mort le 23 octobre 1877 en son hôtel particulier de Paris, Faubourg Poissonnière 175, est un financier et promoteur industriel d'origine helvétique établi à Paris. En Suisse, à Clarens, on lui doit la construction d’immeubles qui ont aujourd’hui valeur de patrimoine.

## Biographie
Vincent Dubochet est encore un simple « employé » en 1829, lorsqu'il participe à la création de la société anonyme de L’Union, société assurance contre l'incendie. Par la suite, il occupe les postes de président puis administrateur du Comptoir national d'escompte de Paris, président du conseil d’administration de la Compagnie parisienne de gaz, administrateur de la Compagnie des chemins de fer de l'Est dite aussi Paris-Strasbourg, ou encore administrateur des chemins de fer de la Compagnie de l’Ouest-Suisse.
Lors de la Révolution française de 1848, son rôle comme chef de bataillon de la Garde nationale de la Seine lui vaut, sous la Deuxième République, d’être créé officier de la Légion d'honneur (23 août 1848). Avant 1859, il est propriétaire, à Paris, d’un hôtel particulier au Faubourg Poissonnière 175.
Sa fortune considérable lui permet, en 1864, de faire construire à Clarens non seulement une luxueuse résidence dite château des Crêtes, mais également, au bas de cette propriété, au bord du Léman, ensemble de vingt et un pavillons de styles différents connus sous le nom de Villas Dubochet (1874-1879).

## Sources
- Pierre Chessex, « Dubochet, Emmanuel-Vincent » dans le Dictionnaire historique de la Suisse en ligne, version du 14 février 2006..
- Jacques Gubler, Gilles Barbey, Hans Maurer, Les villas Dubochet à Clarens, ensemble résidentiel de la Riviéra lémanique (Guides de monuments suisses 29/288), Société d’histoire de l’art en Suisse, Berne 1981.